# Psammotettix slovacus
Psammotettix slovacus är en insektsart som beskrevs av Dlabola 1949. Psammotettix slovacus ingår i släktet Psammotettix och familjen dvärgstritar. Inga underarter finns listade i Catalogue of Life.